# تپه دره قبرستان
تپه دره قبرستان مربوط به دوران‌های تاریخی پس از اسلام است و در شهرستان تاکستان، روستای قره باغ واقع شده و این اثر در تاریخ ۲۵ اسفند ۱۳۷۸ با شمارهٔ ثبت ۲۶۳۹ به‌عنوان یکی از آثار ملی ایران به ثبت رسیده است.